# Squash (filme)
Squash é um filme de drama em curta-metragem francês de 2002 dirigido e escrito por Lionel Bailliu. Foi indicado ao Oscar de melhor curta-metragem em live action na edição de 2004.

## Elenco
- Malcolme Conrath
- Eric Savin